# Lommiswil
Lommiswil är en ort och kommun i distriktet Lebern i kantonen Solothurn, Schweiz. Kommunen har 1 630 invånare (2023).